# Makrostruktur (Lexikografie)
Als Makrostruktur bezeichnet man bei Wörterbüchern die systematisch 
geordnete Folge von Wörterbucheinträgen (Lemmata), über die die vermittelte Information zugänglich ist. Das Lemma repräsentiert das Lexem, zu dem Sprach- oder Sachinformationen geboten werden.
Die Gliederungsstruktur folgt in der Regel der alphabetischen Sortierung.